# Lê Cung Hoàng
 (octobre 2018).
Si vous disposez d'ouvrages ou d'articles de référence ou si vous connaissez des sites web de qualité traitant du thème abordé ici, merci de compléter l'article en donnant les références utiles à sa vérifiabilité et en les liant à la section « Notes et références ».
Lê Cung Hoàng (26 juillet 1507 - 15 juin 1527), né sous le nom Lê Xuân, est le onzième empereur du Đại Việt (ancêtre du Viêt Nam) de la dynastie Lê. Il règne de 1522 à 1527.